# Slavibor
Slavibor (auch Slavibor van Bohemen; * um 830; † nach 860) war Fürst der Pschowanen und Vater der Heiligen Ludmilla von Böhmen. 
Die Christianslegende und die Chronica Boemorum nannten ihn einen Fürst der Pschowanen (dux). Der Prolog über die heilige Ludmila bezeichnete ihn als einen Fürsten der sorbischen Milzener.
Nach einer lokalen Legende soll Slavibor für seinen Sohn Housek die Burg Houska errichtet haben lassen.